# Brave New World (Album)
Brave New World (englisch für Schöne neue Welt) ist das zwölfte Studioalbum der britischen Heavy-Metal-Band Iron Maiden. Es wurde am 29. Mai 2000 via EMI veröffentlicht.

## Hintergrund
Am 10. Februar 1999 kehrten Bruce Dickinson und Adrian Smith wieder zu Iron Maiden zurück. Dickinson ersetzte seinen einstmaligen Nachfolger Blaze Bayley, Gitarrist Janick Gers blieb der Gruppe treu. Seitdem spielen Iron Maiden mit drei Gitarristen. Die darauf folgende Tournee wurde zum kommerziellen Triumphzug. Die Erwartungen an das Quasi-Reunionsalbum der Band waren sehr groß.
Das Album wurde vor der Ed-Hunter-Tour im Frühjahr 1999 in Portugal komponiert und nach dieser Tour im Herbst 1999 in den Guillaume Tell Studios in Paris aufgenommen. Als neuer Produzent fungierte Kevin Shirley, Steve Harris war Co-Produzent.
Das Songmaterial knüpfte musikalisch an das Virtual-XI-Album an, stellte also eine Mischung aus eingängigeren Liedern wie The Wicker Man, The Mercenary und The Fallen Angel sowie langen, mehrteiligen Titeln wie Dream of Mirrors oder The Nomad dar. Einem Teil der Lieder hört man an, dass sie ursprünglich für Blaze Bayley als Sänger konzipiert waren, was sich darin zeigt, dass The Mercenary, Dream of Mirrors, The Nomad und in Teilen auch Blood Brothers bereits 1998 fertig komponiert waren (eine Akustik-Version von Blood Brothers mit Blaze Bayley als Sänger wurde für das 2016 veröffentlichte Album Nylon Maiden: Preserved in Time von Thomas Zwijsen aufgenommen). Da The Mercenary und Dream of Mirrors, an denen Janick Gers beteiligt war, für Virtual XI keine Verwendung fanden, war er bei diesem Album nur an einem Lied, Como Estais Amigos, beteiligt, wirkte bei Brave New World dann aber an vier Stücken mit. Iron Maiden konnten mit diesem Album und der progressiveren Ausrichtung neue Fans aus dem Progressive-Metal-Lager für sich gewinnen.

## Titelliste
1. The Wicker Man (Adrian Smith, Steve Harris, Bruce Dickinson) – 4:35
2. Ghost of the Navigator (Janick Gers, Dickinson, Harris) – 6:50
3. Brave New World (Dave Murray, Harris, Dickinson) – 6:18
4. Blood Brothers (Harris) – 7:14
5. The Mercenary (Gers, Harris) – 4:42
6. Dream of Mirrors (Gers, Harris) – 9:21
7. The Fallen Angel (Smith, Harris) – 4:00
8. The Nomad (Murray, Harris) – 9:05
9. Out of the Silent Planet (Gers, Dickinson, Harris) – 6:25
10. The Thin Line Between Love and Hate (Murray, Harris) – 8:27

## Songinformationen
- The Wicker Man bezieht sich auf einen 1973 gedrehten, gleichnamigen Film mit Christopher Lee.
- Der Albumtitel und das Titellied beziehen sich auf den gleichnamigen Roman von Aldous Huxley.[1]
- Blood Brothers ist ein persönliches Lied, welches Steve Harris’ Beziehung zu seinem verstorbenen Vater zum Inhalt hat.[1]
- The Mercenary handelt von Soldaten, die im Dschungel ums Überleben kämpfen.
- Dream of Mirrors handelt von Albträumen, und der Angst vor dem Schlaf. Der Song verwendet Textteile aus dem Song Infinite Dreams vom Seventh Son of a Seventh Son-Album.
- The Fallen Angel handelt von dem Dämon Azazel.
- The Nomad handelt von Menschen, die in der Wüste leben. Teile der Musik wurden von dem Lied Life’s Shadow der Gruppe Beckett übernommen und dem Maiden-Stil angepasst. Teile des Texts von Life’s Shadow wurden bereits in dem älteren Maiden-Song Hallowed Be Thy Name (aus dem Album The Number of the Beast) fast wortgleich verwendet.[1]
- Out of the Silent Planet wurde von dem Film Alarm im Weltall inspiriert. Mit dem gleichnamigen Roman von C. S. Lewis (deutscher Titel: Jenseits des schweigenden Sterns) hat das Lied, wie zunächst vermutet wurde, nichts zu tun.[1]

## Singleauskopplungen
The Wicker Man und Out of the Silent Planet wurden als Singles veröffentlicht. Mit The Wicker Man trat die Band bei der deutschen Ausgabe der TV-Sendung Top of the Pops auf.

### The Wicker Man
The Wicker Man ist als Doppel-CD-Set erhältlich:
CD 1 (Maxi-Single) enthält:
1. The Wicker Man – 4:38
2. Man on the Edge (Live) – 4:42
3. Powerslave (Live) – 7:11
4. The Wicker Man (Enhanced Video) – 4:38

CD 2 (Limited Clear CD Edition) enthält:
1. The Wicker Man – 4:38
2. Futureal (Live) – 3:00
3. Killers (Live) – 4:28
4. Futureal (Live Video) – 3:00

Des Weiteren wurde für amerikanische Radiostationen eine Promo-Disc mit einem speziellen Mix herausgebracht, die einen abgeänderten Refrain und kräftiger gespielte Drums aufweist.
Das Lied wurde am 8. Mai 2000 ausgekoppelt, die Liveaufnahmen wurden auf der „Ed Hunter Tour“ 1999 mitgeschnitten. Auch eine Picture-Disc-Version wurde veröffentlicht. Statt der Livelieder der Maxi-CD befinden sich Powerslave und Killers auf der Single. Das Lied erreichte in Deutschland Platz 38, in England Platz 9.

### Out of the Silent Planet
1. Out of the Silent Planet – 4:10
2. Wasted Years (Live) – 5:07
3. Aces High (Live) – 5:25

Die Single wurde am 2. Oktober 2000 veröffentlicht. Wie schon beim Vorgänger stammen die Livesongs von der „Ed Hunter“-Tour. Zusätzlich befindet sich noch das Video zu Out of the Silent Planet auf dem Tonträger. In Deutschland erreichte das Lied Platz 66 der Single-Charts.

## Kommerzieller Erfolg

### Chartplatzierungen
Das Album erreichte in Deutschland Platz 3 der Charts und konnte sich drei Wochen lang in den Top 10 halten. Das deutsche Magazin Visions führte im Frühjahr 2017 das Album in seiner Liste der 66+6 besten Metal-Alben des dritten Jahrtausends.
| ChartsChartplatzierungen       | Höchstplatzierung | Wochen |
| ------------------------------ | ----------------- | ------ |
| Deutschland (GfK)              | 3 (16 Wo.)        | 16     |
| Österreich (Ö3)                | 10 (10 Wo.)       | 10     |
| Schweiz (IFPI)                 | 9 (11 Wo.)        | 11     |
| Vereinigte Staaten (Billboard) | 39 (10 Wo.)       | 10     |
| Vereinigtes Königreich (OCC)   | 7 (5 Wo.)         | 5      |

| ChartsJahrescharts (2000) | Platzierung |
| ------------------------- | ----------- |
| Deutschland (GfK)         | 78          |

### Auszeichnungen für Musikverkäufe
| Land/Region                  | Auszeichnungen für Musikverkäufe (Land/Region, Auszeichnung, Verkäufe) | Verkäufe |
| ---------------------------- | ---------------------------------------------------------------------- | -------- |
| Brasilien (PMB)              | Gold                                                                   | 100.000  |
| Deutschland (BVMI)           | Gold                                                                   | 150.000  |
| Finnland (IFPI)              | Gold                                                                   | 16.316   |
| Kanada (MC)                  | Gold                                                                   | 50.000   |
| Polen (ZPAV)                 | Gold                                                                   | 35.000   |
| Schweden (IFPI)              | Gold                                                                   | 40.000   |
| Spanien (Promusicae)         | Platin                                                                 | 100.000  |
| Vereinigtes Königreich (BPI) | Gold                                                                   | 100.000  |
| Insgesamt                    | 7× Gold · 1× Platin ·                                                  | 591.316  |

Hauptartikel: Iron Maiden/Auszeichnungen für Musikverkäufe